# 트랜스포트 유나이티드 FC
트랜스포트 유나이티드 FC는 부탄의 축구단이다. 현재 부탄 프리미어리그에 참가하고 있다.

## 우승
- 부탄 프리미어리그: 2017, 2018
- 부탄 슈퍼리그: 2004, 2005, 2006, 2007, 2018

## 역대 감독
| 감독        | 임기 |
| ----------- | ---- |
| 페마 도르지 | 불명 |